# 岩手県道218号藤沢津谷川線

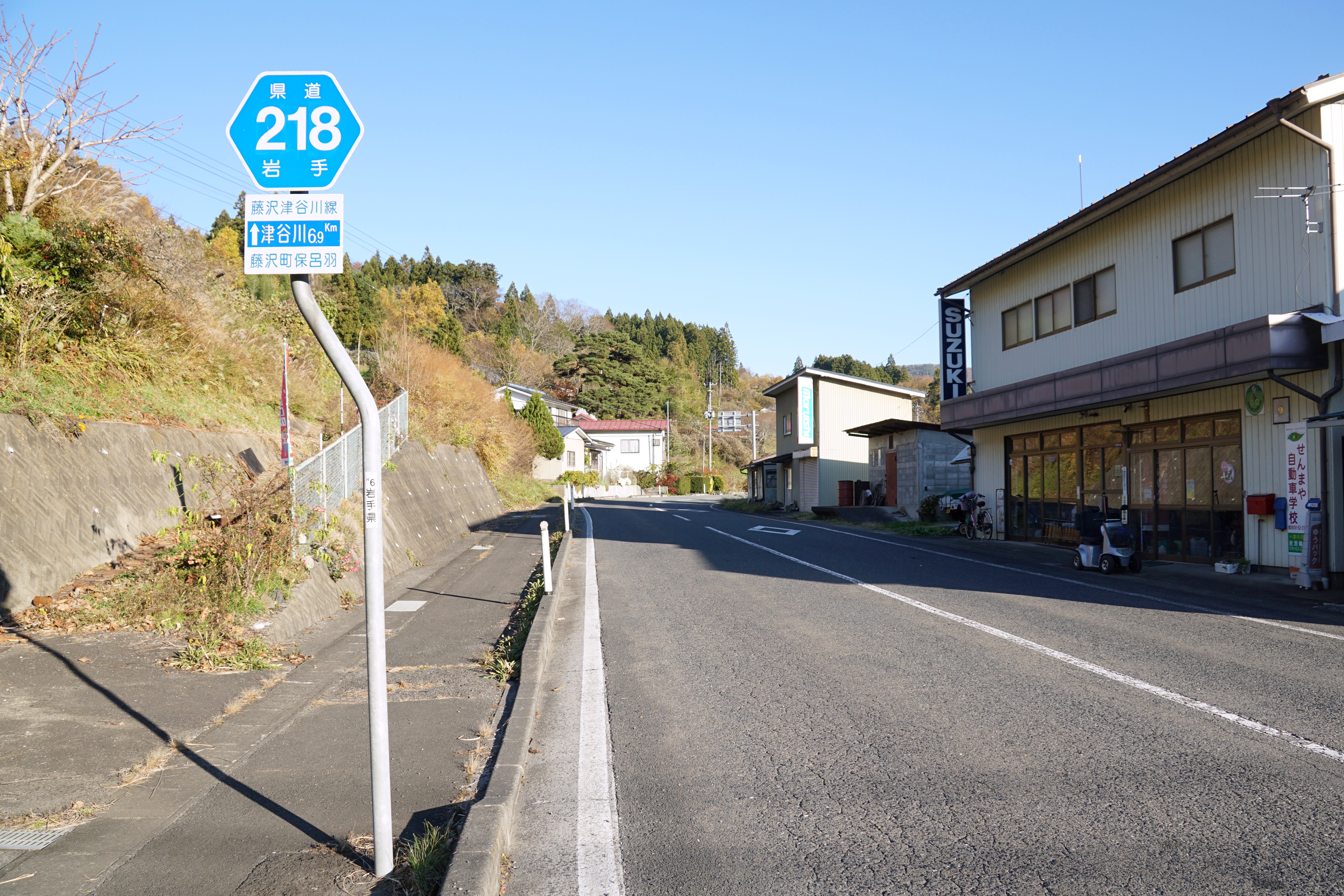
起点付近の標識

岩手県道218号藤沢津谷川線（いわてけんどう218ごう ふじさわつやがわせん）は、岩手県一関市を通る一般県道である。

## 概要
一関市藤沢町と一関市室根町を結ぶ。藤沢町から気仙沼方面への短絡ルート。

### 路線データ
- 起点：一関市藤沢町保呂羽字二本柳（岩手県道295号藤沢大籠線交点）
- 終点：一関市室根町津谷川字竹野下（岩手県道18号本吉室根線交点）

## 地理

### 通過する自治体
- 一関市

### 交差する道路
- 岩手県道295号藤沢大籠線（起点）
- 岩手県道18号本吉室根線（終点）

### 沿線の施設など
- 保呂羽郵便局
- 金越沢ダム（ほろわ湖）